# Lārsar
Lārsar (persiska: لارسر) är en ort i Iran.   Den ligger i provinsen Gilan, i den nordvästra delen av landet, 280 km nordväst om huvudstaden Teheran. Lārsar ligger 6 meter över havet och antalet invånare är 257.
Terrängen runt Lārsar är platt österut, men västerut är den kuperad. Terrängen runt Lārsar sluttar österut.Runt Lārsar är det tätbefolkat, med 493 invånare per kvadratkilometer. Närmaste större samhälle är Reẕvānshahr, 9,1 km norr om Lārsar. I omgivningarna runt Lārsar växer i huvudsak blandskog.